# Beuchat
Beuchat International, beter bekend als Beuchat, is een van oorsprong Frans bedrijf voor ontwerp, fabricage en marketing voor onderwateruitrusting. Het bedrijf werd in 1934 opgericht in Marseille, en is nu wereldwijd marktleider op dit gebied.

## Producttakken
Beuchat heeft 3 takken met productgroepen;
- Scuba duiken : recreatief, professioneel en militair,
- Speervissen en vrijduiken
- Snorkelen

## Geschiedenis

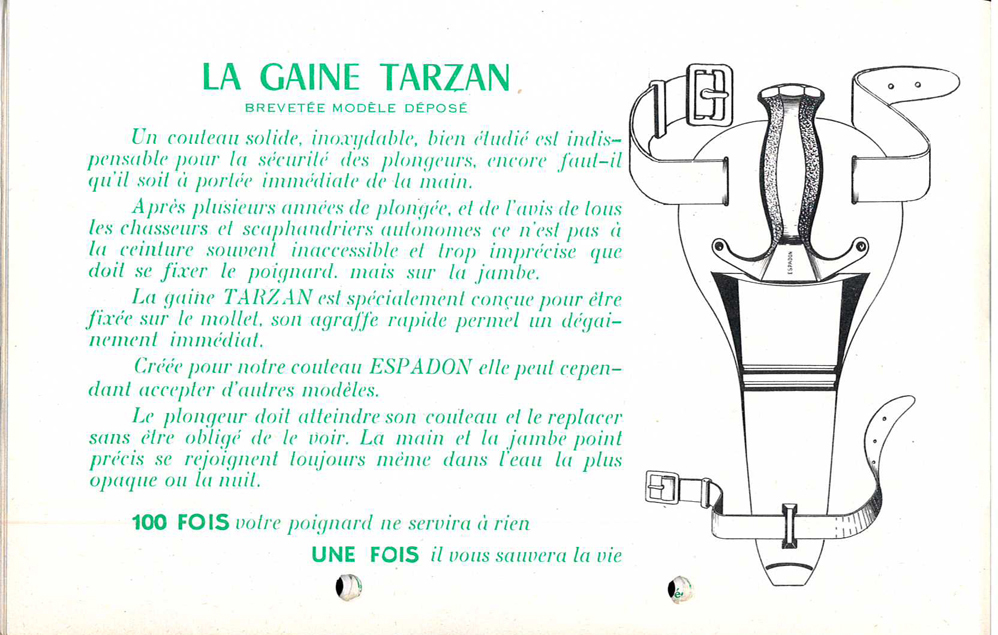
Tarzans kuitbeschermer

Het bedrijf werd in 1934 opgericht door Georges Beuchat, afstammeling van een Zwitserse uurwerkfabrikant. Georges Beuchat was onderwaterpionier en medeoprichter van de in 1948 opgerichte Franse onderwatersportbond.
Tijdens haar 75 jaren van bestaan is de firma bekend geweest onder verschillende namen; “Pêche Sport”, “Beuchat”, “Beuchat Sub” en “Beuchat International”.
Georges Beuchat verkocht in 1982 de firma aan de Alvares de Toledo familie. De firma is nu in bezit van de familie Margnat.
Beuchat is een internationaal bedrijf. Vanaf het prille begin heeft Georges Beuchat de producten wereldwijd verkocht. In de zeventiger jaren creëerde Beuchat het “Zwaardvis logo”. Dit logo vindt men nu nog op de producten van Beuchat.
Beuchat heeft gedurende 75 jaar invloed uitgeoefend op ontwerp, vervaardiging en verkoop van nieuwe producten.

## Tijdlijn van productontwikkeling
- 1947: Tarzans onderwatergeweer
- 1948: Oppervlakteboei
- 1950: Tarzans camerahuis
- 1950: Tarzans kuitbeschermer

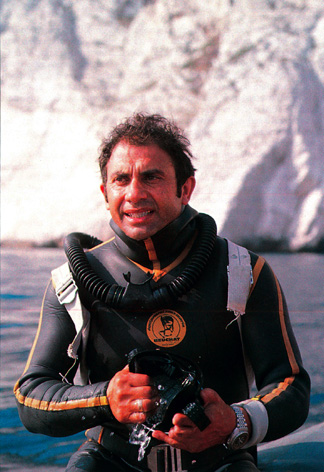
Albert Falco Tarzans duikpak

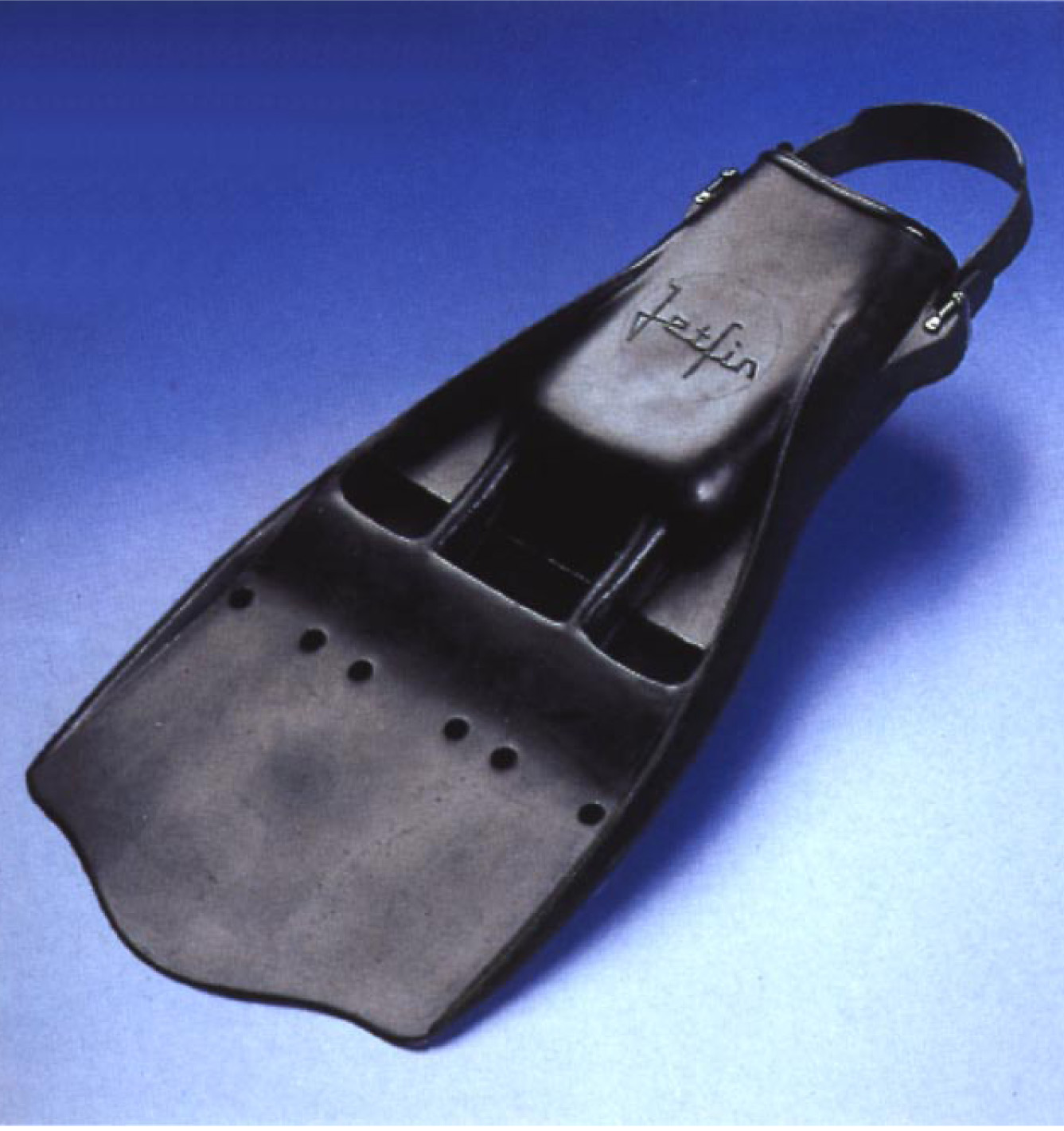
Jetfins reglables

- 1953: Eerste isothermische duikpak
- 1958: Compensator, Duikbril met enkelvoudige ruit
- 1960: Vinnen Espadon
- 1963: Tarzans duikpak
- 1964: Jetfins. Eerste vinnen op de markt, uitgevonden door Beuchat. In de eerste jaren meer dan 100.000 paar verkocht.
- 1975: Marlin onderwatergeweer
- 1978: Atmos ademautomaat
- 1985: Lyfty ruff boei
- 1986: Distributie Aladin duikcomputer
- 1990: Overname Cavalero
- 1993: Boie “Oceane”.
- 1998: eerste duikcomputer van Frans fabricaat (Comex tabellen, goedgekeurd door het Franse Ministerie van Arbeid)
- 2001: Mundial onderwatergeweren
- 2007: Focea Comfort II duikpakken
- 2007: Power Jet vinnen
- 2008: Masterlift Voyager Trimvest
- 2009: VR 200 Evolution ademautomaat
- 2009: 75-jarig jubileum van de Merknaam. Jubileum natpak, gelimiteerde uitgave

## Beuchat Speervissen
Sinds haar oprichting is Beuchat marktleider op het gebied van uitrusting voor de speervissen en heeft ettelijke nationale en internationale titels behaald met mensen als Pedro Carbonell, Sylvain Pioch, Pierre Roy, Ghislain Guillou en Vladimir Dokuchajev.

## Verschillende zaken

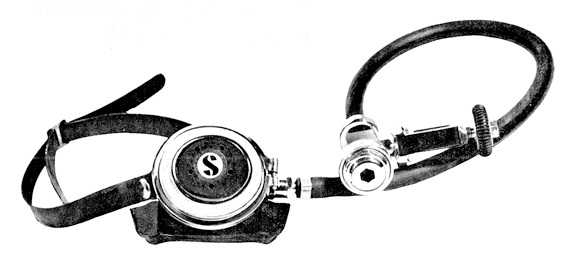
ademautomaat Beuchat Souplair 1964

- Georges Beuchat kreeg in 1961 de Export Prijs
- Het Scubapro logo “S” werd overgenomen van Beuchats ademautomaat de “Souplair”